# Eurobowl XIX
Der Eurobowl XIX war das Endspiel der 19. Saison der European Football League. Am 8. Juli 2005 empfingen die Chrysler Vikings Vienna im heimischen Stadion die Bergamo Lions. Mit einem 29:6-Sieg verteidigten die Vikings ihren Titel aus dem Vorjahr. Zum MVP des Spiels wurde Runningback Lance Gustafson, der zwei Touchdowns erzielte, ausgezeichnet.

## Scoreboard
| Eurobowl XIX – Wien | Eurobowl XIX – Wien | Eurobowl XIX – Wien | Eurobowl XIX – Wien                               | Eurobowl XIX – Wien                               | Eurobowl XIX – Wien                               | Eurobowl XIX – Wien                               |
| ------------------- | ------------------- | ------------------- | ------------------------------------------------- | ------------------------------------------------- | ------------------------------------------------- | ------------------------------------------------- |
| Team                | Team                | Punkte              | Q1                                                | Q2                                                | Q3                                                | Q4                                                |
| Vienna Vikings      | Vienna Vikings      | 29                  | 12                                                | 7                                                 | 3                                                 | 7                                                 |
| Bergamo Lions       | Bergamo Lions       | 6                   | 6                                                 | 0                                                 | 0                                                 | 0                                                 |
| Vikings             | Lions               | Spieler             | Spielzug                                          | Spielzug                                          | Spielzug                                          | Spielzug                                          |
| 6                   | 0                   | Neil Maki           | 25-Yard Interception-Return                       | 25-Yard Interception-Return                       | 25-Yard Interception-Return                       | 25-Yard Interception-Return                       |
| 6                   | 6                   | Walter Cross        | 2-Yard Lauf                                       | 2-Yard Lauf                                       | 2-Yard Lauf                                       | 2-Yard Lauf                                       |
| 12                  | 6                   | Wolfgang Hable      | 25-Yard Pass von Shaw Olson                       | 25-Yard Pass von Shaw Olson                       | 25-Yard Pass von Shaw Olson                       | 25-Yard Pass von Shaw Olson                       |
| 19                  | 6                   | Lance Gustafson     | 10-Yard Lauf (PAT Peter Kramberger)               | 10-Yard Lauf (PAT Peter Kramberger)               | 10-Yard Lauf (PAT Peter Kramberger)               | 10-Yard Lauf (PAT Peter Kramberger)               |
| 22                  | 6                   | Peter Kramberger    | 29-Yard Field Goal                                | 29-Yard Field Goal                                | 29-Yard Field Goal                                | 29-Yard Field Goal                                |
| 29                  | 6                   | Lance Gustafson     | 7-Yard Pass von Shaw Olson (PAT Peter Kramberger) | 7-Yard Pass von Shaw Olson (PAT Peter Kramberger) | 7-Yard Pass von Shaw Olson (PAT Peter Kramberger) | 7-Yard Pass von Shaw Olson (PAT Peter Kramberger) |